# Beinsa Douno
Peter Deunov (/d ʌ n ɒ v / DUN -əv ; bulgariska: Петър Дънов), även känd med sitt andliga namn Beinsa Douno (bulgariska: Беинса Дуно), och ofta kallas för Mästaren av hans följare, född 11 juli 1864, död 27 december 1944, var en bulgarisk filosof och spirituell lärare som utvecklade en  spirituell rörelse känd som Universala Vita Broderskap. Han är allmänt känd i Bulgarien och röstades som den näst mest inflytelserika offentliga person i TV-serie om stora bulgarer som sändes på nationell bulgarisk tv (2006–2007). Deunov finns också med i Pantev och Gavrilovs över de etthundra mest inflytelserika bulgarerna (rankad på 37:e plats). Enligt Petrov är Peter Deunov "den mest publicerade bulgariska författaren någonsin".

## Källhänvisningar
1. ↑  Babelio, Babelio författar-ID: 103375.[källa från Wikidata]
2. 1 2 3  Tjeckiska nationalbibliotekets databas, NKC-ID: xx0019489, läst: 15 december 2022.[källa från Wikidata]
3. ↑  Bulgarian National Television - "The Great Bulgarians", http://welcome.bnt.bg/movies/velikitebg.php?id=12 Arkiverad 14 december 2014 hämtat från the Wayback Machine., Accessed July 17, 2014
4. ↑  Pantev, A.L. and Gavrilov, B.G., The 100 Most Influential Bulgarians in Our History (in Bulgarian “100-те най-влиятелни българи в нашата история”), Reporter, 1997, Bulgaria, 328 pp.,
5. ↑  Petrov, N., "Drew's Global Heritage: History of International Students", Peter Deunov: An Early Graduate from Bulgaria, Drew Theological School, http://www.drew.edu/theological/2012/01/drews-global-heritage-history-of-international-students-at-drew-theological-school#bulgaria Arkiverad 17 augusti 2014 hämtat från the Wayback Machine., Accessed 24 July 2014